# ...a jitra jsou zde tichá
… a jitra jsou zde tichá (rusky A zori zděs tichije) je dvoudílné sovětské válečné drama z roku 1972 režiséra Stanislava Rostockého natočené na námět z novely Borise Vasiljeva, který byl i spoluautorem scénáře. Jde o netradičně pojatý filmový příběh z druhé světové války z prostředí protiletadlového dělostřeleckého oddílu, který kdesi v Karélii chrání Bělomořsko-baltský kanál a je složen (až na velitele) výhradně z dobrovolníků Rudé armády, kterými jsou v tomto případě pouze mladé ženy. Film byl nominován na Oscara v kategorii nejlepší neanglicky mluvený film.

## První díl
První díl diváka seznamuje se všemi hlavními postavami děje, s jejich předválečnými osudy a příběhy i s motivací, proč se mladé ženy rozhodly vstoupit do Rudé armády. Dále předvádí bojový sestřel nepřátelského letounu. V závěru jedna z dívek náhodou objeví, že se v okolních lesích skrývají nepřátelští vojáci, neboť na vlastní oči spatřila dva nepřátelské výsadkáře (nikdo ale netuší, že jich ve skutečnosti bylo 16).

## Druhý díl
Druhá část líčí strastiplný, partyzánským způsobem vedený boj pěti mladých dívek vedeného starším mužským velitelem se skupinou 16 dobře ozbrojených německých diverzantů-parašutistů, při kterém je celá německá skupina zničena či zajata, ale všech pět děvčat (Žeňa, Rita, Líza, Soňa a Gala) v nerovném boji zahyne.

## Tvůrci
- režie: Stanislav Rostockij
- scénář: Boris Vasiljev, Stanislav Rostockij
- kamera: Vjačeslav Šumskij
- hudba: Kirill Molčanov

## Hrají
| Andrej Leonidovič Martynov | Fedot Vaskov        |
| Irina Ševčuková            | Rita Ovsianinová    |
| Olga Ostroumová            | Žeňa Komelková      |
| Jelena Drapeko             | Líza Bričkinová     |
| Georgij Martinok           | Lužin               |
| Irina Dolganová            | Soňa Gurvičová      |
| Kirill Stoljarov           | Sergej              |
| Ljudmila Zajceva           | seržantka Kirianová |
| Alexej Černov              |                     |
| Jurij Sorokin              |                     |
| Alla Meščerjaková          | Maria Nikiforovna   |
| Viktor Avdjuško            |                     |
| Vladimir Ivašov            |                     |
| Boris Tokarev              | Ritin manžel        |
| Igor Kostolevskij          |                     |
| Jekatěrina Marková         | Gala Četvertaková   |

## Technické zajímavosti
Základní válečný děj je zobrazen černobíle, retrospektivní vzpomínky a poválečný epilog celého snímku byl natočen barevně. Tato stylizace výtvarně dotváří a výrazně podtrhuje celkovou ponurost i smutek celého příběhu.